# Orientación en base a logros
En educación, la  orientación en base a logros o achievement orientation se refiere a la manera en la que un estudiante interpreta tareas y reacciona ante estas, lo que resulta en diferentes patrones de cognición y comportamiento. Desarrollada dentro de un marco sociocognitivo,  esta teoría propone que la motivación de los estudiantes y como se relacionan con sus objetivos académicos se puedan entender considerando las razones o los propósitos que adoptan mientras se dedican al trabajo académico. La atención esta centrada en estudiar lo que piensan los alumnos sobre sí mismos, sus tareas y su rendimiento. En líneas generales, se puede decir que un individuo puede estar orientado hacia el "dominio" o hacia el "rendimiento" dependiendo de si el objetivo de uno es desarrollar la capacidad de uno o demostrar su capacidad, respectivamente. Las orientaciones en base a logro están asociadas con los buenos resultados académicos, la capacidad de adaptación y el bienestar de los alumnos.

## Historia
La motivación en base a logros empezó a ser estudiada en la década de 1940, después de que el trabajo seminal de David McClelland y sus colegas estableciera el vínculo entre el logro académico y la motivación (ver necesidad de logro ). Se demostró que las orientaciones de rendimiento de los estudiantes podían predecir el rendimiento académico. Específicamente, los estudiantes con una orientación de alto rendimiento tendían a valorar la competencia, esperar éxito y buscar desafíos, mientras que los estudiantes con baja motivación de rendimiento tendían a esperar el fracaso y evitar desafíos.
En un esfuerzo por entender mejor los mecanismos subyacentes al rol del logro en la formación de la personalidad, los  investigadores de psicología social ampliaron el trabajo de McClelland examinando cómo las representaciones cognitivas dan forma a las experiencias sociales. Los estudiosos de la personalidad han explorado aspectos de la motivación de logro como un aspecto de la identidad, mientras que los psicólogos sociales se han centrado en los patrones de pensamiento que surgen en varios contextos.

## Modelo de dos factores
Los resultados de la investigación demostraron consistentemente que la orientación al logro de un individuo en un dominio particular puede ser caracterizada por uno de dos perfiles distintos: orientación al dominio u orientación al desempeño. 

### Orientación al dominio
Un individuo esta orientado al dominio cuando considera que el éxito es el resultado del esfuerzo y el uso de estrategias apropiadas. Las personas orientadas al dominio se esfuerzan por desarrollar su comprensión y competencia en una tarea. Numerosos estudios demostraron que la orientación al dominio promueve patrones de aprendizaje adaptativos, que finalmente conducen a un alto rendimiento académico. Por ejemplo, los estudiantes con  orientación al dominio están más intrínsecamente motivados para aprender, usan estrategias cognitivas más profundas y persisten a través de desafíos y fracasos.

### Orientación al rendimiento
Un individuo orientado al rendimiento se caracteriza por creer que el éxito es el resultado de una capacidad intelectual superior y de obtener mejores resultados que el resto. Las personas orientadas al desempeño quieren superar a los demás y demostrar (validar) su capacidad.  La orientación al desempeño tiene efectos negativos, entre ellos evitar los desafíos y malos resultados debido a la frustración. (  ) 

## Modelo de cuatro factores
Las tipologías más recientes de la orientación al logro agregaron un elemento adicional. Las orientaciones tradicionales de dominio y desempeño fueron desglosadas, agregando los componentes de enfoque y evitación. Esto resulta en cuatro perfiles de logro distintos: enfoque de dominio, evitación de dominio, enfoque de desempeño y evitación de desempeño. 
Un individuo orientado al enfoque de dominio se centra en aprender tanto como sea posible, superando los desafíos a través del trabajo duro y aumentando su competencia en la tarea.
Un individuo con orientación a evitar el dominio  desean evitar hacer algo peor de lo que lo han hecho antes o no aprender todo lo posible.
Un individuo orientado a un enfoque de rendimiento quiere demostrarse su alta capacidad a sí mismo y a los demás.
Un individuo orientado a evitar el desempeño describe a las personas que cultivan la apariencia de obtener logros sin esfuerzo para evitar parecer incompetentes o menos capaces que sus pares.

## Teorías implícitas sobre la inteligencia
Las concepciones epistemológicas sobre la inteligencia se refieren a las creencias de cada individuo sobre la naturaleza de la capacidad intelectual. Específicamente, si la inteligencia es una característica fija o una cualidad maleable. Las concepciones individuales de la inteligencia influyen en los factores cognitivos y motivacionales asociados con la orientación al logro y, en última instancia, el rendimiento académico.

### Teoría de la inteligencia como entidad
Si un individuo concibe a la inteligencia como una entidad (es decir, la considera "fija"), cree que la inteligencia es una característica inmutable y es probable que piense que el esfuerzo tiene un papel menor en el resultado. En otras palabras, eres inteligente o no lo eres. Esto es maladaptativo  porque puede llevar a que los estudiantes consideren que el esfuerzo es innecesario para tener éxito académico. Si eres inteligente, todo debería ser fácil y si no lo eres, el trabajo duro no puede compensar esta deficiencia. Por ende, los  estudiantes con esta visión de la  inteligencia tienen más probabilidades de desarrollar miedo al fracaso, haciendo que eviten las "tareas intelectuales"  y se rindan ante las dificultades. 

### Teoría de la inteligencia incremental
Los individuos con una visión incremental de la inteligencia  (también conocida como "flexible" y "maleable") creen que la inteligencia puede ser desarrollada. Conciben a  la inteligencia como el resultado del trabajo duro y el uso de las estrategias apropiadas. Esto es particularmente adaptativo porque, en lugar de rendirse ante el fracaso o los desafíos, aquellos con una visión incremental de la inteligencia ven a estos reveses como una parte inevitable del proceso de aprendizaje. Como no ven al esfuerzo como un reflejo de la falta de inteligencia, no le temen al trabajo duro, lo que resulta en un rendimiento superior al de sus pares que creen en la teoría de la entidad. Este efecto es consistente incluso después de varios años, haciendo que los estudiantes con una visión incremental de inteligencia superan académicamente a los estudiantes que entienden a la inteligencia como una entidad.

## Mentalidades
Una mentalidad se refiere a las creencia que tienen los individuos sobre sí mismos y sus cualidades más básicas, incluyendo el talento, la inteligencia y la personalidad. Estas creencias subyacentes afectan al rendimiento educativo, pero también se ha demostrado que influyen en el atletismo, la salud, los negocios y las relaciones. 

### Mentalidad fija
Una  mentalidad fija se caracteriza por creer que las cualidades básicas de una persona son fijas, como si estuvieran genéticamente predeterminadas. Las personas con mentalidad fija creen no hay relación entre el esfuerzo y  el éxito en el desempeño, lo que ha demostrado ser inadaptado en todos los dominios.

### Mentalidad de crecimiento
Una mentalidad de crecimiento se caracteriza por la considerar que los talentos y habilidades de una persona deben ser desarrollados a través del esfuerzo, la práctica y la instrucción. Las personas que tienen una mentalidad de crecimiento sienten que pueden controlar su éxito, por lo que están mejor preparados  para resolver problemas y persistir frente a los contratiempos. Se ha demostrado que, como con esta mentalidad tu éxito depende del esfuerzo que hagas, una mentalidad de crecimiento fomenta una actitud más positiva hacia la práctica y el aprendizaje, un deseo de retroalimentación, una mayor capacidad para lidiar con los contratiempos y un rendimiento significativamente mejor con el tiempo.
¿Por qué fomentar una mentalidad de crecimiento en los estudiantes?
De acuerdo con Dweck (2010),  cuando los estudiantes conciben a la inteligencia como algo que se desarrolla con el tiempo, entienden a los desafíos como una oportunidad para aprender y crecer. Estos estudiantes valoran el esfuerzo y se dan cuenta de que "incluso los genios tienen que trabajar duro para desarrollar sus habilidades y poder contribuir" (p. 16). Los estudiantes con esta actitud responden mejor a  los obstáculos, son capaces de probar diferentes estrategias y continuar aprendiendo y creciendo en situaciones diversas, lo que conduce a un mayor rendimiento.
Cómo fomentar una mentalidad de crecimiento en los estudiantes
Los maestros pueden fomentar una mentalidad de crecimiento alentando a los estudiantes a aceptar los desafíos y verlos como una oportunidad para aprender y crecer. La siguiente lista muestra las formas en que un maestro puede crear una cultura de toma de riesgos: 
- Proporcionar aliento: Se puede proporcionar aliento elogiando a los estudiantes por su perseverancia, las estrategias que utilizan y las decisiones que toman. En cambio, no se los debe elogiar por ser  "inteligentes", ya que les dice a los estudiantes que lo que hicieron los llevó al éxito y que pueden ser utilizados nuevamente para tener éxito en el futuro[24][25]
- Hacer hincapié en que el aprendizaje más profundo lleva tiempo : Un maestro debe "... retratar a los desafíos como tareas divertidas y emocionantes y a las tareas fáciles como aburridas y menos útiles para el cerebro." (p.   17) Los estudiantes que trabajan duro y valoran esforzarse  en el proceso de aprendizaje podrán desarrollar sus habilidades en un nivel más profundo.
- Ilustrar el crecimiento : Un maestro debe brindar a los estudiantes oportunidades para compartir entre ellos sus experiencias con un desafío del que salieron con éxito.  Esto permite a los estudiantes ver sus propios éxitos, lo que motiva su aprendizaje.

Éxito a largo plazo de una mentalidad de crecimiento
Fomentar una mentalidad de crecimiento en los estudiantes conduce al éxito a largo plazo. Una mentalidad de crecimiento promueve el amor por el aprendizaje en los estudiantes y resalta la importancia del progreso y el esfuerzo. Los maestros deben ilustrar un trabajo significativo, diseñando y presentando tareas de aprendizaje que ayudan a los estudiantes a obtener las herramientas que necesitan para encontrar confianza en su aprendizaje y tener éxito en futuros desafíos.

## Factores de influencia
Se ha demostrado que una combinación de factores cognitivos, motivacionales y contextuales influencia a las orientaciones de logro. 

### Elogios
Se ha demostrado que los elogios que recibe una persona son un factor que se ha demostrado que influye en el desarrollo de las orientaciones de logro es el tipo de elogio que una persona recibe. El tipo de elogio no solo afecta comportamientos, creencias, emociones y resultados inmediatos, sino que también se ha demostrado que tiene consecuencias a largo plazo. Específicamente, esto afecta la forma en que un individuo afrontan las dificultades futuras y su disposición a aplicar el esfuerzo a los desafíos que se les presenten. Los elogios verbales a menudo son administrados como una forma de reforzar el desempeño o el comportamiento de las personas y, aunque las intenciones sean positivas, algunos tipos de elogios pueden tener implicaciones que debilitan al receptor. La distinción específica radica en a qué se dirige el elogio. 
El elogio del proceso se centra en las acciones de un individuo, especialmente en su esfuerzo y en las estrategias de resolución de problemas. En síntesis, implican elogiar el trabajo de los estudiantes. El elogio del proceso refuerza la asociación entre el éxito y el esfuerzo (o el comportamiento) en lugar de una habilidad fija, que cultiva la orientación de dominio más adaptativa y la visión incremental de la inteligencia.
El elogio de la persona esta enfocado en el individuo en sí, siendo similar a una afirmación de autoestima. Debido a que aplaude al individuo aplicando una etiqueta o una característica inmutable, el elogio de la persona promueve una orientación de rendimiento y una visión fija de la inteligencia. Los estudiantes son recompensados, a través de elogios, por un desempeño basado en su habilidad. Los niños a los que se elogian a las personas tienden a tener un peor desempeño de la tarea, más atribuciones de baja capacidad, informan menos disfrute de la tarea y exhiben menos persistencia de la tarea, que los niños que reciben elogios del proceso. Además, elogiar a una persona puede promover respuestas impotentes a fallas posteriores que el elogio del proceso.
Si bien generalmente se elogia a la inteligencia con buenas intenciones  y esto puede ser motivador cuando los estudiantes se desempeñan bien, la táctica fracasa cuando los estudiantes eventualmente se enfrentan a un trabajo que les resulta difícil. Cuando esto sucede, el fracaso es una amenaza para la percepción de una persona de su propia inteligencia, una situación que debe evitarse. Por lo tanto, elogiar a la inteligencia es una estrategia a corto plazo que hace que los estudiantes exitosos se sientan bien por un momento pero es perjudicial para los estudiantes a largo plazo. 

### Edad
La edad es un factor importante para predecir la orientación de logro de un individuo. Es muy común que las personas más jóvenes adopten una orientación de dominio. Durante la transición a la escuela intermedia, los estudiantes suelen empezar a exhibir una orientación de desempeño, mientras que en la adolescencia hay una disminución general de la motivación académica. Esto continua con una propensión a ver la inteligencia como una característica fija en la edad adulta.

### Género
Algunas investigaciones han sugerido que las mujeres tienden a desarrollar una orientación motivacional que es maladaptativa para un alto rendimiento académico, particularmente en matemáticas y ciencias. Sin embargo, en general, los resultados de las investigaciones que examinan las diferencias de género en la orientación al logro han sido conflictivos. Por ejemplo, una investigación de Carol Dweck ha demostrado que las diferencias de género son más extrínsecas u orientadas al rendimiento en las mujeres. Por otro lado, de acuerdo con otros estudios, la mayoría de las mujeres están orientadas al dominio, mientras que los hombres tienen más probabilidades de estar orientados hacia el rendimiento.
A pesar de que los resultados de las investigaciones no son uniformes, el  consenso general es que hay diferentes razones por las que  el género influye en el desarrollo, resultando en diferentes motivaciones para el comportamiento, como resultado de expectativas y experiencias de socialización únicas. Estas diferencias afectan la forma en que los estudiantes abordan al aprendizaje, resultando en diferencias relacionadas con el género en las orientaciones de rendimiento. Aunque hay  estudios que plantearon una hipótesis en este efecto, la evidencia existente no es concluyente. 

### Influencias sociales
Diferentes influencias sociales afectan a la orientación al logro de los estudiantes, especialmente la influencia de padres y compañeros. Durante la primera y media infancia, las creencias, actitudes y expectativas de logro de los padres  tienen un peso significativo en la determinación de su orientación de logro de un niño. Durante la transición a la escuela intermedia, la adaptación a los pares se convierte en prioridad. Los compañeros influyen en la orientación al logro porque los niños adoptan objetivos académicos y creencias consistentes con las normas sociales dominantes. Los adolescentes con amigos que tienen altas aspiraciones académicas tienden a tener menos problemas académicos.  

## Trascendencia
Las orientaciones de logro son fundamentales para  explicar el rendimiento académico. La orientación al logro de un individuo tiene un impacto significativo en como cultiva nuevas habilidades y, por lo tanto, tiene implicaciones importantes para los educadores. Compartir clases fomenta  la comparación entre los estudiantes llevan a esos estudiantes a desarrollar actitudes orientadas al desempeño hacia la educación. Aprender en un entorno competitivo lleva a los estudiantes a estar más orientados hacia el rendimiento y es más probable que sacrifiquen oportunidades de aprendizaje para ser evaluados positivamente. Por el contrario, un entorno colaborativo no competitivo permite a los estudiantes valorar el proceso de aprendizaje en lugar del éxito inmediato y un alto desempeño.